# Jozef De Lille
Jozef De Lille (Maldegem, 1 juni 1896 - Knokke, 5 maart 1985) was een Belgisch volksvertegenwoordiger en burgemeester.

## Levensloop
De Lille was de oudste zoon van Victor De Lille en de broer van Eugeen, Gabriel en Léon De Lille.
Na de humaniora trad hij voltijds in dienst als redacteur bij 't Getrouwe Maldegem, het weekblad van zijn vader. Vanaf 1932 was hij hoofdredacteur. 
Na verkozen te zijn als gemeenteraadslid van Maldegem in 1932, werd hij onmiddellijk schepen. Van oktober tot december 1933 was hij korte tijd burgemeester, waarna hij opnieuw eerste schepen werd.  
In 1932 werd hij verkozen tot lid van de Kamer van volksvertegenwoordigers in het arrondissement Gent-Eeklo, op de lijst van de Vlaamsch Nationale Volkspartij waarop hij de tweede plaats bekleedde na Hendrik Elias. Hij bleef dit mandaat uitoefenen tot in 1946. Hij veroorzaakte al direct schandaal in het halfrond door een redevoering waarin hij voor eenzijdige ontwapening pleitte. Dit werd als een staatsgevaarlijke stelling veroordeeld en werd aangegrepen om hem uit zijn ambt van burgemeester te zetten. Hij werd opnieuw verkozen voor de Kamer in 1936 en 1939. Hij was een actief Kamerlid en nam af en toe een houding aan die botste met die van de radicale VNV'ers. 
Tijdens de bezetting koos hij voor de collaboratie. Zijn ideeën ten gunste van een Europese eenmaking interpreteerde hij voortaan als zijnde het idee van een Groot-Germaans rijk. Dit bracht hem nader bij de DeVlag, waar zijn broer Eugeen de plaatselijke leider van was. De Lille pleitte voor een fusie tussen DeVlag en het VNV. Ook juichte hij de strijd aan het oostfront toe, bleef hij de werving voor de Waffen-SS steunen en verdedigde hij in zijn weekblad alle aspecten van het nationaalsocialisme.
Na de oorlog werd hij veroordeeld wegens collaboratie. 't Getrouwe Maldegem hield op te bestaan. Hijzelf speelde geen actieve rol meer en verdween in de anonimiteit.